# 가가국

가가 국

가가국(일본어: 加賀国 가가노쿠니[*])은 일본 호쿠리쿠도에 있던 옛 구니이다. 현재의 이시카와현 남부에 해당한다. 가슈(加州)라고도 한다.

## 군
- 에누마군(일본어판)(江沼郡)
- 노미군(能美郡)
- 가가군(加賀郡) → 가호쿠군(河北郡)
1700년에 개칭
- 이시카와군(石川郡)

## 같이 보기
- 가가 (항공모함)
- JS 가가 (DDH-184)